# 民部官
民部官（みんぶかん）は、明治時代初期に置かれ、府県事務や聴訟事務（民事事件）、戸籍事務等の民政を所管した機関。
1868年6月11日に制定された政体書により、（第1期）太政官制が発足した。この官制のもとでは、太政官の権力を七官に分け、「立法ノ権」を執行する議政官、「行法ノ権」を執行する行政官及びその権力を分割行使する神祇官・会計官・軍務官・外国官、「司法ノ権」を執行する刑法官が置かれたが、府県を統括する制度や機構が確立していなかった。
1869年（明治2年）4月8日、行政官布告（「民部官ヲ置キ神祇官以下六官ニ定メ従来弁事ヘ差出ノ願伺等六官ニ進致セシム」）により民部官が設置され、同日行政官沙汰（「民部官職掌ヲ定ム」）により「総判府県事務管督戸籍駅逓橋道水利開墾物産済貧養老等事」がその職掌とされた。民部官知事には蜂須賀茂韶、副知事には広沢真臣が任じられた。
同年7月8日の職員令制定により官制が一新され、民部官の所掌事務は民部省に承継された。

## 所管業務
民部官々達

　　掌総判　府県事務管督・戸籍・駅逓・橋道・水利・開墾・物産・済貧・養老等事
—太政官中民部官ヲ置ク（明治02年04月08日）
民部官の設置は、それまで会計官の管轄となっていた府県を統括する事務を分離し、民政を専管する機関を創設するものであり、同年4月10日の民部官規則（太政官達）では「当官ハ民政ヲ総括スル」と定められた。さらに同年6月4日、その職制が定められ（「民部官職制ヲ定ム」）、聴訟司、庶務司、駅逓司、土木司、物産司の五司が置かれた。
なお、同年5月に民部官に設置された庶務司戸籍地図掛は、内務省地理局を経て国土地理院の起源とされる。

### 聴訟事務
明治政府発足後の聴訟事務は、当初1868年（明治元年）12月23日の太政官達で会計官租税司の所管とされ、翌1869年（明治2年）正月には会計官訴訟所が置かれてその所管となった。
民部官が設置されると、その職制のひとつである聴訟司の知司事の職掌として「府藩県ニ於テ土地人民之儀ニ付裁判シ難キ訴訟ヲ聴断スルヲ掌ル」と定められ、聴訟事務が会計官から民部官に移管された。